# Simple Souls
Simple Souls er en amerikansk stumfilm fra 1920 af Robert Thornby.

## Medvirkende
- Blanche Sweet som Molly Shine
- Charles Meredith
- Kate Lester som Lady Octavia
- Herbert Standing som Peter Craine
- Mayme Kelso som Mrs. Shine
- Herbert Grimwood som Samuel Shine